# Phymatodes nitidus
Phymatodes nitidus là một loài bọ cánh cứng sừng dài. Nó đẻ trứng trên bề mặt cây Sequoia khổng lồ và cây gỗ đỏ miền biển, sau đó ấu trùng đào hang.